# Квітмен (Техас)
Квітмен (англ. Quitman) — місто (англ. city) в США, в окрузі Вуд штату Техас. Населення — 1942 особи (2020).

## Географія
Квітмен розташований за координатами 32°47′39″ пн. ш. 95°26′44″ зх. д. / 32.79417° пн. ш. 95.44556° зх. д. (32.794033, -95.445460).  За даними Бюро перепису населення США в 2010 році місто мало площу 4,88 км², з яких 4,86 км² — суходіл та 0,02 км² — водойми.

## Демографія
Згідно з переписом 2010 року, у місті мешкало 1809 осіб у 789 домогосподарствах у складі 484 родин. Густота населення становила 370 осіб/км².  Було 886 помешкань (181/км²).
Расовий склад населення:
| - 90,0 % — білих - 5,1 % — чорних або афроамериканців - 1,1 % — азіатів - 0,3 % — корінних американців - 1,4 % — осіб інших рас |

До двох чи більше рас належало 2,1 %. Частка іспаномовних становила 4,0 % від усіх жителів.
За віковим діапазоном населення розподілялося таким чином: 21,8 % — особи молодші 18 років, 53,2 % — особи у віці 18—64 років, 25,0 % — особи у віці 65 років та старші. Медіана віку мешканця становила 44,1 року. На 100 осіб жіночої статі у місті припадало 84,0 чоловіків;  на 100 жінок у віці від 18 років та старших — 82,1 чоловіків також старших 18 років.
Середній дохід на одне домашнє господарство  становив 52 246 доларів США (медіана — 41 944), а середній дохід на одну сім'ю — 63 854 долари (медіана — 49 762). Медіана доходів становила 40 781 долар для чоловіків та 30 809 доларів для жінок. За межею бідності перебувало 15,0 % осіб, у тому числі 22,3 % дітей у віці до 18 років та 6,9 % осіб у віці 65 років та старших.
Цивільне працевлаштоване населення становило 720 осіб. Основні галузі зайнятості: освіта, охорона здоров'я та соціальна допомога — 22,2 %, роздрібна торгівля — 20,4 %, публічна адміністрація — 14,0 %.